# Sonkovsky (huyện)
Huyện Sonkovsky (tiếng Nga: ? райо́н) là một huyện hành chính tự quản (raion), của Tỉnh Tver, Nga. Huyện có diện tích 965 kilômét vuông, dân số thời điểm ngày 1 tháng 1 năm 2000 là 12100 người. Trung tâm của huyện đóng ở Sonkovo.